# - (álbum)
- (pronunciado «Subtract», en español: «Restar») es el quinto álbum de estudio del cantautor británico Ed Sheeran. Fue lanzado el 5 de mayo de 2023 a través de Asylum y Atlantic Records. Un álbum principalmente acústico, - fue precedido por los sencillos «Eyes Closed» y «Boat» y sirve como un álbum visual, con videos para las doce canciones restantes estrenándose en la fecha de lanzamiento del álbum.

## Antecedentes
Ed Sheeran anunció el título del álbum, la lista de canciones y la fecha de lanzamiento el 1 de marzo de 2023 a través de todas las plataformas de redes sociales. También anunció una mini gira europea del 23 de marzo al 2 de abril, para complementar el lanzamiento del primer sencillo del álbum. Fue producido y coescrito por Aaron Dessner de la banda de indie rock The National, quien también produjo los álbumes Folklore y Evermore de Taylor Swift. Sheeran y Dessner escribieron más de treinta canciones juntos durante una sesión de estudio de un mes, que finalmente se redujo a las catorce canciones del álbum. - sirve como el último álbum temático matemático de Sheeran.
El 29 de abril de 2023, Sheeran anunció una serie de shows íntimos en Norteamérica como parte de una mini gira para el álbum.

## Recepción de la crítica
- recibió una puntuación de 73 sobre 100 basada en once críticas en el agregador de reseñas Metacritic, lo que indica una recepción «generalmente favorable». Alexis Petridis de The Guardian lo llamó «fácilmente su mejor álbum», un disco «insular» en el que los «excesos que buscan complacer a la multitud de Sheeran no se ven en ningún lado». Petridis elogió el trabajo de Sheeran con Aaron Dessner, quien proporciona «arreglos de cuerdas atmosféricos y bellamente hechos» así como «sintetizadores centelleantes y espectrales; suaves brisas de retroalimentación y guitarras eléctricas sumergidas en reverberación». Neil McCormick de The Telegraph le dio al álbum cinco de cinco estrellas, describiéndolo como «un álbum fluido, emocional, ansioso y atmosférico de autosanación terapéutica, en el que la inmediatez cruda de los sentimientos de Sheeran tiene prioridad, sacudiendo y retorciendo el material en direcciones sutiles, retorcidas y profundamente personales».
Nick Levine de NME escribió que - «definitivamente se siente diferente. Es triste y melancólico, conmovedor y sincero, y no contiene nada tan craso como la canción folclórica irlandesa falsa de 2017 "Galway Girl"». Levine también encontró que el álbum «se siente como un cálido pero cauteloso abrazo de un amigo sensible - Dessner le da a Sheeran espacio para decir lo que está en su mente sin intentar abrumarlo», alabando también la «especificidad impactante» de las letras de Sheeran. Robin Murray de Clash juzgó que los «paralelismos» con Folklore de Taylor Swift, también producido por Dessner, son «demasiado precisos para no notarlos: eliminando el brillo, exponiendo la escritura de canciones debajo y cambiando el pop por una forma de arte más "seria"». Murray escribió que los «resultados son conmovedores, pero - y esto sigue siendo Ed Sheeran después de todo - no carece de cursilería». En Rolling Stone, Maura Johnston dijo que el álbum está «deliberadamente organizado, proporcionando un terreno sólido para las meditaciones de Sheeran sobre una colección horrorosa de eventos», mientras que su «lirismo vuelve a estar en el centro de atención, reforzado por una música detallada que complementa sus letras cristalinas y su entrega de confidente cercano».
Roisin O'Connor de The Independent describió - como «una partida, en cierto sentido, para mejor», en la que Dessner aporta su estilo de piano «anti-acorde mayor, con pedales de amortiguación», «que a su vez se remonta al sonido acústico inclinado de las primeras obras de Sheeran». O'Connor sintió que «líricamente, el álbum se queda corto, pero luego Sheeran ha pasado más de una década tratando temas vagos pero universales» aunque «está haciendo su mejor esfuerzo para abrirse». Steven Loftin de The Line of Best Fit opinó que aunque el álbum «no sigue la rutina habitual [de Sheeran]», «ciertamente no se aleja mucho del árbol», y que «plantea la pregunta de por qué no intenta al menos alguna forma de progreso», ya que «parece feliz de tocar para las masas con su fórmula por el libro, que incluso cuando emplea al productor indie más candente, aún se siente perdido».

## Lista de canciones
Todas las canciones están escritas por Ed Sheeran y Aaron Dessner y producidas por Dessner, excepto donde se indique lo contrario.

| Edición estándar |                          |                                          |                                     |          |  |
| N.º              | Título                   | Escritor(es)                             | Productor(es)                       | Duración |  |
| 1.               | «Boat»                   |                                          |                                     | 3:05     |  |
| 2.               | «Salt Water»             |                                          |                                     | 3:59     |  |
| 3.               | «Eyes Closed»            | Sheeran Max Martin Shellback Fred Gibson | Dessner Fred Again Martin Shellback | 3:14     |  |
| 4.               | «Life Goes On»           | Sheeran                                  |                                     | 3:30     |  |
| 5.               | «Dusty»                  |                                          |                                     | 3:42     |  |
| 6.               | «End of Youth»           | Sheeran                                  |                                     | 3:51     |  |
| 7.               | «Colourblind»            | Sheeran                                  |                                     | 3:29     |  |
| 8.               | «Curtains»               |                                          |                                     | 3:44     |  |
| 9.               | «Borderline»             |                                          |                                     | 3:57     |  |
| 10.              | «Spark»                  |                                          |                                     | 3:34     |  |
| 11.              | «Vega»                   |                                          |                                     | 2:58     |  |
| 12.              | «Sycamore»               |                                          |                                     | 2:50     |  |
| 13.              | «No Strings»             |                                          |                                     | 2:54     |  |
| 14.              | «The Hills of Aberfeldy» | Sheeran Foy Vance                        |                                     | 3:15     |  |
| 48:02            |                          |                                          |                                     |          |  |

| Edición de lujo en CD |               |              |               |          |  |
| N.º                   | Título        | Escritor(es) | Productor(es) | Duración |  |
| 15.                   | «Wildflowers» | Sheeran      |               | 2:58     |  |
| 16.                   | «Stoned»      |              |               | 3:17     |  |
| 17.                   | «Toughest»    | Sheeran      |               | 3:33     |  |
| 18.                   | «Moving»      |              |               | 3:35     |  |
| 61:25                 |               |              |               |          |  |

| Edición de lujo en vinilo |                  |              |               |          |  |
| N.º                       | Título           | Escritor(es) | Productor(es) | Duración |  |
| 15.                       | «Wildflowers»    | Sheeran      |               | 2:58     |  |
| 16.                       | «Balance»        |              |               | 2:56     |  |
| 17.                       | «Stoned»         |              |               | 3:17     |  |
| 18.                       | «Fear»           |              |               | 3:15     |  |
| 19.                       | «Get Over It»    |              |               | 3:08     |  |
| 20.                       | «Toughest»       | Sheeran      |               | 3:33     |  |
| 21.                       | «Ours»           |              |               | 3:42     |  |
| 22.                       | «Moving»         |              |               | 3:35     |  |
| 23.                       | «Boat (Reprise)» |              |               |          |  |
| 74:26                     |                  |              |               |          |  |

## Posicionamiento en listas
| Chart (2023)                       | Peak position |
| ---------------------------------- | ------------- |
| Japón (Oricon)                     | 8             |
| Japón Digital Albums (Oricon)      | 2             |
| Japón Hot Albums (Billboard Japan) | 7             |

## Historial de lanzamientos
| Región | Fecha             | Formato(s)                                  | Edición(es) | Sello(s) discográfico(s) | Ref.   |
| ------ | ----------------- | ------------------------------------------- | ----------- | ------------------------ | ------ |
| Varios | 5 de mayo de 2023 | Casete CD descarga digital streaming vinilo | Estándar    | Asylum Atlantic          | [ 23 ] |
| Varios | 5 de mayo de 2023 | CD descarga digital streaming vinilo        | Deluxe      | Asylum Atlantic          | [ 24 ] |